# Брезовиця-при-Предграду
Брезовиця-при-Предграду (словен. Brezovica pri Predgradu) — поселення в общині Кочев'є, регіон Південно-Східна Словенія, Словенія. Висота над рівнем моря: 505,5 м.